# وو يانان
وو يانان (بالصينية: 武亚楠؛ مواليد 18 أبريل 1996) هي مُقاتلة فنون قتالية مختلطة صينية.

## وصلات خارجية
- وو يانان على موقع يو إف سي (الإنجليزية)
- وو يانان على موقع شيردوغ (الإنجليزية)
- وو يانان على موقع Tapology.com (الإنجليزية)